# 卡昂馬萊伯體育會
卡昂馬萊伯體育會（Stade Malherbe de Caen），乃一家位於法國北部諾曼第的城市卡昂之小型足球會，成立於1913年，球隊以當地著名詩人馬萊伯（François de Malherbe）為名，於2007-08年度季再度升上法甲聯賽。主場為「米歇尔·多尔纳诺球场」（Stade Michel d'Ornano），可容納21,215人。
卡昂於2004/05年球季以乙組亞軍首次獲得升上甲組，但在季尾最後一仗敗陣僅排第18位回降乙組。在季中打入聯賽盃決賽，以1-2僅負於斯特拉斯堡獲得亞軍。

## 球會榮譽
| 年度    | 冠軍                       |
| ------- | -------------------------- |
| 1996年  | 乙組聯賽                   |
| 年度    | 亞軍                       |
| 1959年  | 甘巴德拉盃（U-18青年盃賽） |
| 1987年* | Division 2-A               |
| 1988年* | Division 2-B               |
| 1994年  | 甘巴德拉盃（U-18青年盃賽） |
| 2001年  | 甘巴德拉盃（U-18青年盃賽） |
| 2004年* | 乙組聯賽                   |
| 2005年  | 聯賽盃                     |
| 2007年* | 乙組聯賽                   |

* 表示雖然未能奪得冠軍，但球隊仍然獲得升級
法國盃
卡昂最佳成績是於2004年打入最後16強。
聯賽盃
卡昂於2005年聯賽盃決賽以1-2負於斯特拉斯堡獲得亞軍。

## 著名球員
- 肯内特·安德松
- 加拿斯
- 法蘭克‧杜馬斯（英语：Franck Dumas）
- 謝斯柏·奧臣
- 比利爾（英语：Stéphane Paille）
- 熱羅姆·羅滕
- 阿倫·巴古沙

## 外部連結
- 球會官方網站 (法文)